# Камишлинський район
Камишинський район — район Самарської області Росії. Розташований на північному сході країни. Адміністративний 
центр — Камишла.

## Площа
Площа 823 км. Районом течуть дві найбільші річки — Сук і його притоки.

## Чисельність населення, структура району
У районі проживає 12 тисяч осіб. До складу району входить 22 населених пункти, з них 13-татари.

## Історія
Район утворений 9 жовтня 1929 року. 

### Національний склад
1. Татари - 9613 осіб (81 %)
2. Росіяни - 1115 осіб (9,4 %)
3. Чуваші - 617 осіб (5,2 %)
4. Мордва - 176 осіб (1,48 %)
5. Українці - 93 особи (0,78 %)
6. Азербайджанці - 93 особи (0,78 %)

## Економіка
У Камишинському районі 10 колгоспний, Асоціація землеробських господарств, 26  ПФГ.
На території району є Комишловський промкомбінат і Комишловський молочний комбінат. Транспортна галузь району АТВТ "Автотранспортне підприємство" та АТВТ "Камишинський Агропромтранс". Працює Банк.

## Культура
У Камишинському районі працюють татарський народний театр, фольклорний ансамбль» Ак Каєн «(»Біла береза«), місцевий телевізійний канал» Нур". Видається газета "Комишли хәбәрләре" ("Комишли Известия"), редактор — Резеда Мухтарівна Тухбатшина.

## Зовнішні посилання
- Сайт Адміністрації області [Архівовано 1 листопада 2007 у Wayback Machine.] Архівовано 1 Листопад 2007 роки.